# Nemotelus bellulus
Nemotelus bellulus är en tvåvingeart som beskrevs av Axel Leonard Melander 1903. Nemotelus bellulus ingår i släktet Nemotelus och familjen vapenflugor. Inga underarter finns listade i Catalogue of Life.